# خواکین (بازیکن فوتبال، زاده ۱۹۸۲)
خواکین (انگلیسی: Joaquín؛ زادهٔ ۲۸ نوامبر ۱۹۸۲) بازیکن فوتبال اهل اسپانیا است.
از باشگاه‌هایی که در آن بازی کرده‌است می‌توان به باشگاه فوتبال سابادل اشاره کرد.